# Skiringen
Skiringen är en sjö i Kramfors kommun i Ångermanland och ingår i Nätraån-Ångermanälvens kustområde. Sjön är 12,3 meter djup, har en yta på 0,302 kvadratkilometer och befinner sig 58,1 meter över havet. 
Skiringen Rotenonbehandlades 1964 och öppnades för fiske igen 1969. Bland de inplanterade arterna märks idag harr, röding och öring.

## Delavrinningsområde
Skiringen ingår i det delavrinningsområde (697832-162123) som SMHI kallar för Rinner mot Gaviksfjärden. Medelhöjden är 73 meter över havet och ytan är 23,99 kvadratkilometer. Det finns inga avrinningsområden uppströms utan avrinningsområdet är högsta punkten. Avrinningsområdets utflöde mynnar i havet, utan att ha någon enskild mynningsplats. Avrinningsområdet består mestadels av skog (82 procent). Avrinningsområdet har 0,48 kvadratkilometer vattenytor vilket ger det en sjöprocent på 2 procent.